# 宝大
宝大（924年—925年）或作宝太，是吴越太祖錢鏐的年号，共计2年。这也是吴越政权所使用的自己改元的年号之一。

## 文獻出處
- 《九里松觀音尊勝幢》：寶大二年歲次乙酉建。[3]
- 《衢州司馬墓志》云：寶大二年八月歿。[3]

## 纪年
| 宝大 | 元年  | 二年  |
| ---- | ----- | ----- |
| 公元 | 924年 | 925年 |
| 干支 | 甲申  | 乙酉  |

## 同期存在的其他政权年号
- 中國
  - 同光（923年－926年）：後唐—李存勗之年號
  - 天祐（907年－924年）：岐—李茂貞尊奉之年號
  - 順義（921年－927年）：吳—楊溥之年號
  - 乾亨（917年－925年）：南漢—劉龑之年號
  - 白龍（925年－928年）：南漢—劉龑之年號
  - 乾德（919年－924年）：前蜀—王衍之年號
  - 咸康（925年）：前蜀—王衍之年號
  - 貞祐（921年－924年）：大長和—鄭仁旻之年號
  - 初曆（925年－926年）：大長和—鄭仁旻之年號
  - 天贊（922年－926年）：契丹—耶律阿保機之年號
  - 同慶（912年－966年）：于闐—尉遲烏僧波之年號
- 朝鮮半島
  - 天授（918年－933年）：高麗—王建之年號
- 日本
  - 延長（923年－931年）：平安時代—醍醐天皇之年號

## 深入閱讀
- 李崇智. . 北京: 中華書局. 2004年12月. ISBN 7101025129.
- 鄧洪波. . 臺北: 國立臺灣大學東亞經典與文化研究計劃. 2005年3月  [2022-01-03]. ISBN 9789860005189. （原始内容 (pdf)存档于2007-08-25）.

| 前一年號： 龙德 | 吴越年号 924年－925年 | 下一年號： 宝正 |